# Topshelf Records
Topshelf Records ist eine US-amerikanische Independent-Plattenfirma, die im Jahr 2006 in Peabody, Massachusetts gegründet wurde.

## Geschichte
Das Label Topshelf Records wurde im Jahr 2006 in Peabody im Bundesstaat Massachusetts gegründet. Ins Leben gerufen wurde die Plattenfirma von Kevin Duquette, Dan Sullivan und Seth Decoteau. Duquette und Decoteau spielten zu der Zeit gemeinsam in einer Band und hofften, dieser durch das Label eine größere Bekanntheit zu ermöglichen. Dabei wurden sie von Brett Gurewitz von Bad Religion, der Epitaph Records gründete, und von The Kids Table, die ihr Label Fork In Hand gründeten, inspiriert. Decoteau arbeitet inzwischen Vollzeit bei Bridge 9 Records.
Das Label arbeitete mit Künstlern wie Braid, Into It. Over It. und You Blew It! zusammen und hat eine Vorreiter-Rolle in der vom Indie-Rock beeinflussten Emo-Revival-Welle inne. Im Januar des Jahres 2015 zog das Label nach San Diego um.

## Künstler
- A Great Big Pile of Leaves
- Aeroplane 1979
- Baker
- Boy’s Life
- Braid
- By Surprise
- Caravels
- Chamberlain
- Clique
- Coping
- The City on Film
- Crash of Rhinos
- CSTVT
- Cut Teeth
- Dangers
- Dal Paxton
- Dear Leap
- Defeater
- Diamond Youth
- Donovan Wolfington
- Duck. Little Brother, Duck!
- Empire! Empire! (I Was a Lonely Estate)
- Enemies
- Everyone Everywhere
- Feels Like July
- Field Mouse
- Frameworks
- Grown Ups
- Have Mercy
- Happy Diving
- Heat
- Infinity Girl
- Inns
- Kind of Like Spitting
- Lion Club
- Lite
- Mock Orange
- Moller
- Mouse on the Keys
- Moving Mountains
- My Fictions
- My Heart to Joy
- Nai Harvest
- No Joy
- No Vacation
- People Like You
- Pianos Become the Teeth
- Prawn
- Pretend
- Pswingset
- Queen Moo
- Ratboys
- Rooftop
- Run, WALK!
- Sirs
- Sixfinger
- Slingshot Dakota
- Solids
- Sorority Noise
- Special Explosion
- Stand Up Get Down
- Street Smart Cyclist
- Suis La Lune
- Sundials
- Tancred
- The Clippers
- The Jazz June
- The Saddest Landscape
- The Velvet Teen
- The World Is a Beautiful Place and I Am No Longer Afraid to Die
- Toe
- Us Against the Archers
- Us and Us Only
- We Were Skeletons
- Wild Ones
- Wildhoney
- Yeyey
- You Blew It!
- You, Me, and Everyone We Know